# هنري كورنيه
هنري كورنيه (بالفرنسية: Henri Cornet)‏ (مواليد 04 أغسطس 1884 - الوفاة 18 مارس 1941) كان دراج فرنسي في صنف سباق الدراجات على الطريق.

## سباقات أو مراحل فاز بها
- طواف فرنسا

## روابط خارجية
- هنري كورنيه على موقع أرشيف الدراجات (الإنجليزية)
- هنري كورنيه على موقع إحصائيات الدراجات الإحترافية (الإنجليزية)
- هنري كورنيه على موقع CycleBase (الإنجليزية)
- prunay-le-gillon.eu